# Polisportiva Brindisi Sport 1938-1939
Questa voce raccoglie le informazioni riguardanti  la A.S. Brindisi nelle competizioni ufficiali della stagione 1938-1939.

## Rosa
| N. |                   | Ruolo | Calciatore         |
| -- | ----------------- | ----- | ------------------ |
|    | Italia (bandiera) | D     | Luciano Barsella   |
|    | Italia (bandiera) | C     | Artemio Berro      |
|    | Italia (bandiera) |       | Dario Carnelutti   |
|    | Italia (bandiera) | C     | Bruno Chiara       |
|    | Italia (bandiera) | C     | Giulio Fonovich    |
|    | Italia (bandiera) | D     | Edoardo Giannone   |
|    | Italia (bandiera) | C     | Mario M. Guadalupi |
|    | Italia (bandiera) | C     | Carlo Marcuzzo     |

| N. |                   | Ruolo | Calciatore         |
| -- | ----------------- | ----- | ------------------ |
|    | Italia (bandiera) | P     | Alfredo Martinelli |
|    | Italia (bandiera) | D     | Italo Nacci        |
|    | Italia (bandiera) |       | Francesco Natale   |
|    | Italia (bandiera) | P     | Giuseppe Palano    |
|    | Italia (bandiera) | A     | Giovanni Pollini   |
|    | Italia (bandiera) | C     | Galileo Simone     |
|    | Italia (bandiera) | C     | Luigi Zongoli      |